# Mercy-le-Bas
Mercy-le-Bas é uma comuna francesa na região administrativa de Grande Leste, no departamento de Meurthe-et-Moselle. Estende-se por uma área de 8,23 km². Em 2010 a comuna tinha 1 288 habitantes (densidade: 156,5 hab./km²).